# Скот Бергщром
Скот Бергщром (на английски: Scott Bergstrom) е американски журналист, фотограф и писател на произведения в жанра трилър.

## Биография и творчество
Скот Бергщром е роден в Денвър, САЩ. Работи като рекламен директор в Манхатън по разностранни кампании – от пици до политически партии. През 2013 г. решава да опита да пише роман и се мести в Денвър. През 2015 г. издава самостоятелно романа си „Жестокост“ и го представя през октомври на Франкфуртския панаир на книгата. Романът получава високи оценки и предложения за издаване по света.
Романът „Жестокост“ е публикуван официално през 2017 г. като първа част от едноименната поредица. Главната героиня, 17-годишната Гуендолин Блум, се заема с издирването на баща си, който е дипломат и изчезва безследно по време на рутинна командировка в Париж, а ЦРУ отказва да съдейства. Тя променя визията си с боядисана в червено коса, и тръгва от гетата на Париж, през нощните клубове на Берлин и стига до сърцето на най-опасните криминални слоеве в Прага, а за да оцелее трябва да стане толкова жестока, колкото са хората, по чиито следи върви. Романът става бестселър в списъка на „Ню Йорк Таймс“, номиниран е за наградата „Едгар“, преведен е на над 20 езика по света, а филмовите му права са взети от „Парамаунт Пикчърс“ с продуцент Джери Брукхаймър.
Втората част от поредицата, романът „Алчност“, е издаден през 2018 г. В него Гуендолин се движи в свят на наемни убийци, шпиони и криминални гении, за да разкрие истината сред множеството лъжи, които баща ѝ е оплел, а самата тя е поставена в позицията на преследвания от враговете ѝ.
Скот Бергщром живее със семейството си в Колорадо.

## Произведения

### Поредица „Жестокост“ (Cruelty)
1. The Cruelty (2017)[1][2][3]
Жестокост, изд.: „Егмонт България“, София (2017), прев. Коста Сивов
2. The Greed (2018)
Алчност, изд.: „Егмонт България“, София (2018), прев. Коста Сивов

### Екранизации
- ?? The Cruelty